# EVO (motorfiets)
EVO is een Duits historisch merk van motorfietsen.
De bedrijfsnaam was: motorradbau, Eduard A. Voigt, Hannover.
Toen Eduard Voigt in 1923 besloot om lichte, betaalbare motorfietsjes te gaan maken, deed hij dat tegelijk met honderden andere bedrijfjes. Daardoor werd de concurrentie enorm en was de vraag, die er wel degelijk was, kleiner dan het aanbod. Zoals de meeste van zijn concurrenten kocht Voigt, omdat hij zelf de kennis niet in huis had om zelf een motor te ontwikkelen, inbouwmotoren in bij een ander bedrijf, in dit geval 146cc-tweetaktmotortjes van ILO. In 1925 verdwenen ruim 150 van deze kleine merken, waaronder EVO. Voigt werd later een vooraanstaande motorjournalist.